# Jun Amano
Jun Amano (Kanagawa, 19 de julho de 1991) é um futebolista profissional japonês que atua como meia e joga no Yokohama F. Marinos

## Carreira
Jun Amano começou a carreira no Yokohama F. Marinos.

## Títulos
Yokohama F. Marinos
- J-League de 2019